# Trofeo Alphonso Ford

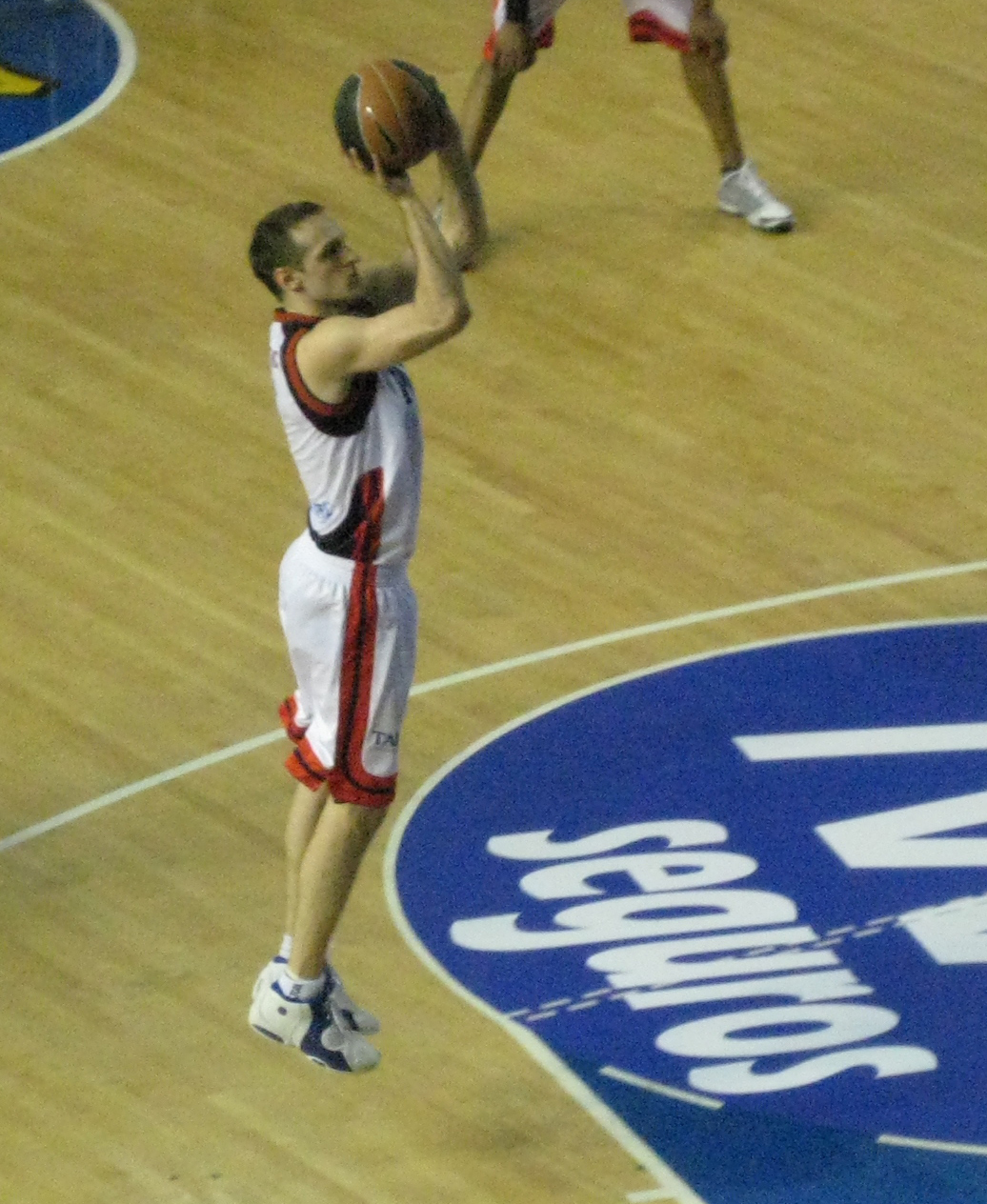
Igor Rakočević, ganador en 3 ocasiones.

El Trofeo Alphonso Ford es un galardón anual otorgado por la Euroliga de baloncesto al máximo anotador de la competición regular, sin contar los partidos de la Final Four. El galardón se comenzó a otorgar en la temporada 2004-05, y se denomina así en recuerdo del jugador Alphonso Ford, uno de los mejores anotadores de la historia de la competición, que falleció en 2004 víctima de una leucemia.

## Palmarés
| Temporada | Máximo anotador    | Posición  | Nacionalidad        | Equipo                   | Pts. por partido | Ref.   |
| --------- | ------------------ | --------- | ------------------- | ------------------------ | ---------------- | ------ |
| 2004-05   | Charles Smith      | Base      | Estados Unidos      | Victoria Libertas Pesaro | 20.7             | [ 3 ]  |
| 2005-06   | Drew Nicholas      | Escolta   | Estados Unidos      | Benetton Treviso         | 18.5             | [ 4 ]  |
| 2006-07   | Igor Rakočević*    | Escolta   | Serbia              | Tau Cerámica             | 16.2             | [ 5 ]  |
| 2007-08   | Marc Salyers       | Ala-Pívot | Estados Unidos      | Chorale Roanne           | 21.8             | [ 6 ]  |
| 2008-09   | Igor Rakočević (2) | Escolta   | Serbia              | Tau Cerámica             | 18.0             | [ 7 ]  |
| 2009-10   | Linas Kleiza       | Ala-Pívot | Lituania            | Olympiacos               | 17.1             | [ 8 ]  |
| 2010-11   | Igor Rakočević (3) | Escolta   | Serbia              | Efes Pilsen              | 17.2             | [ 9 ]  |
| 2011-12   | Bo McCalebb        | Base      | Macedonia del Norte | Montepaschi Siena        | 16.9             | [ 10 ] |
| 2012–13   | Bobby Brown        | Base      | Estados Unidos      | Montepaschi Siena        | 18.8             | [ 11 ] |
| 2013–14   | Keith Langford     | Escolta   | Estados Unidos      | EA7 Milano               | 17.6             | [ 12 ] |
| 2014–15   | Taylor Rochestie   | Base      | Estados Unidos      | Nizhny Novgorod          | 18.9             | [ 13 ] |
| 2015–16   | Nando de Colo      | Escolta   | Francia             | CSKA Moscú               | 18.9             | [ 14 ] |
| 2016–17   | Keith Langford (2) | Escolta   | Estados Unidos      | UNICS Kazan              | 21.8             | [ 15 ] |
| 2017–18   | Alekséi Shved      | Escolta   | Rusia               | BK Jimki                 | 21.8             | [ 16 ] |
| 2018–19   | Mike James         | Base      | Estados Unidos      | Olimpia Milano           | 20.2             | [ 17 ] |
| 2020–21   | Alekséi Shved (2)  | Escolta   | Rusia               | BK Jimki                 | 19.8             | [ 18 ] |
| 2021–22   | Vasilije Micić     | Base      | Serbia              | Anadolu Efes S.K.        | 18.2             | [ 19 ] |
| 2022–23   | Sasha Vezenkov     | Ala-Pívot | Bulgaria            | Olympiacos               | 17.6             | [ 20 ] |
| 2023–24   | Markus Howard      | Escolta   | Estados Unidos      | Baskonia                 | 19.5             | [ 21 ] |
| 2024–25   | Kendrick Nunn      | Base      | Estados Unidos      | Panathinaikos BC         | 21.1             | [ 21 ] |

[*]: Juan Carlos Navarro fue el máximo anotador aunque Rakočević fue el ganador del Trofeo Alphonso Ford.